# Отвъд всички граници
„Отвъд всички граници“ (на испански: Flor de mayo) е мексикански драматичен филм от 1959 година с участието на Мария Феликс.

## Сюжет
Тополобампо е мексиканско рибарско селище, в което всеки мъж си има своята гордост, а всяка една жена- своята репутация. Пепе (Педро Армендарис) е „луда глава“, който е лежал в затвора за изнасилване, сега е изправен пред изпитание на волята си, когато един пиян моряк споменава, че синът на Пепе, който е родила съпругата му Магдалена (Мария Феликс) всъщност е негов. След шестгодишно отсъствие в града се завръща американецът Джим Гетсби (Джак Паланс) с план да направи много пари, използвайки дълбоководен сонар, с който да локализира стадата от скариди. Идеята му е да чака извън мексиканските териториални води, а в замяна на сонара, рибарите ще делят с него улова си от скариди. Планът е незаконен, но за сметка на това е много прост. Всичко се проваля, когато ревността на Пепе взима връх. Възможно ли е, ако хората мислят само за себе си, невинността на едно дете да спаси някого?

## В ролите
- Мария Феликс като Магдалена Гамбоа
- Джак Паланс като Джим Гетсби
- Педро Армендарис като Пепе Гамбоа
- Карлос Монталбан като Начо
- Доминго Солер като свещеника
- Хорхе Мартинес де Ойос като Рафаел Ортега
- Емма Ролдан като Кармела
- Хуан Мускис като Пепито
- Пол Стюърт като Пендъргаст

## Номинации
- Номинация за Златна мечка за най-добър филм от Международния кинофестивал в Берлин през 1959 година.[2]